# Zbójcerze
Zbójcerze – grupa rycerzy-rozbójników występująca w komiksach serii Kajko i Kokosz autorstwa Janusza Christy. Nazwa to zbitka wyrazowa słów „zbójcy” i „rycerze”; przypomina niem. Raubritter, choć umundurowanie ich jest odwołaniem do krzyżaków.
Po raz pierwszy pojawiają się w komiksie Szkoła latania. Dowodzi nimi Hegemon, zwany Krwawym Hegemonem, a jego zastępcą jest Kapral. Noszą białe mundury z czarnym krzyżem i okrągłą sprzączką. Ich ulubiona metoda walki to „ćwiartowanie na plasterki”, a okrzyk „NA PLASTERKI!” jest jednym z najbardziej popularnych cytatów z serii. Zadanie, które sobie stawiają, to zdobycie Mirmiłowa – rodzimego grodu Kajka i Kokosza. Próbują tego za pomocą drabin, podkopów, maszyn oblężniczych i taranów. Prawie żadna z metod nie okazuje się skuteczna. Od albumu Urodziny Milusia (epizodu Łaźnia) ich liczba przez autora zostaje ograniczona do ośmiu. W tej liczbie zbójcerze występują w pozostałych 6 tomach, choć są wyjątki (np. w „Cudownym leku” w kilku kadrach widać dwunastkę). W nowych albumach Maćka Kura i Sławomira Kiełbusa autorzy powrócili do większej (nie sprecyzowanej) liczby Zbójcerzy.
Głównymi zbójcerzami są:
- Hegemon – wódz Zbójcerzy. Podstępny, żądny władzy, ale też narcystyczny i uważający się za geniusza strategii. W wersji animowanej głosu użyczył mu Grzegorz Pawlak.
- Kapral – Prawa ręka Hegemona. Krzykliwy i agresywny. Większość czasu przyklaskuje przywódcy i jest pochlebcą, jednak ilekroć nadarza się okazja próbuje go zdetronizować i samemu objąć dowództwo. W wersji animowanej głosu użyczył mu Jacek Kopczyński.
- Oferma – najbardziej leniwy[11], głupi[12] i nieporadny[13] ze wszystkich zbójcerzy, krzywdzony przez kamratów[14] i zawsze wypychany „na ochotnika”[15] do różnych niebezpiecznych zadań. Oferma wydaje się mieć bardziej neutralną relację z Kajkiem i Kokoszem, którzy wydają się być kompletnie nim nie przejęci. Postać Ofermy uważana jest za wzorowaną na Szwejku[16][17]. W wersji animowanej głosu Ofermie użyczył Abelard Giza.
- Siłacz – największy i najsilniejszy[18] ze wszystkich zbójcerzy.

## Geneza
Zbójcerze są parodią Niemców, co jest zwłaszcza widoczne przy postaci Kaprala, który ma „hitlerowski” wąsik. Christa początkowo nazwał ich „Szprechowie”, a na tarczach mieli nosić znak przypominający swastykę, ale zostało to odrzucone przez cenzurę w PRL-u jako zbyt kontrowersyjna aluzja nie odróżniająca „dobrych” Niemców z NRD i „złych” z RFN. Krzysztof Janicz prowadzący bloga „Na plasterki!!!” poświęconego twórczości Christy przedstawił teorię, jakoby zbójcerze byli inspirowani żandarmami z serii filmów Żandarm z Louisem de Funèsem, które miały wówczas premierę w polskich kinach; Kapral był podobny do st. wachm. Cruchota, Hegemon do komendanta Gerbera, a Oferma do żandarma Fougasse’a.

## Występy
- Szkoła latania (w historii nie pojawia się Oferma, który debiutuje dopiero w kolejnym tomie)
- Wielki turniej
- Na wczasach
- Zamach na Milusia
- Łaźnia
- Urodziny Milusia
- Koncert Kaprala
- Srebrny denar (razem z powyższymi trzema historiami zebranymi w tomie „Urodziny Milusia”)
- Skarby Mirmiła
- Cudowny lek
- Festiwal czarownic
- Dzień Śmiechały
- W krainie borostworów
- Mirmił w opałach
- Obłęd Hegemona
- Słoń a sprawa Zbójcerska (w tomie Łamignat Straszliwy)
- Pojedynek (w tomie Łamignat Straszliwy)
- Królewska Konna
- Zaćmienie o zmierzchu
- "Zbójcerze na Wakacjach" (w tomie Rozróby i romanse )
- "Wielki Wojaż Woja Wita" (w tomie Rozróby i romanse )
- "Drewniany Żubr" (w tomie Rozróby i romanse )
- "Zemsta" (w tomie Rozróby i romanse )
- "Smakosz" (w tomie Rozróby i romanse )
- "Powrót Milusia"

W krótkiej historii „Profesor Stokrotek” są tylko wspomniani.